# 카테고리 킬러
카테고리 킬러 (Category killer)는 가전이나 의료품 등, 특정의 분야 (카테고리)의 상품만을 풍부하게 다양한 상품과 저가격으로 판매하는 소매점 업태. 카테고리 킬러가 진출하면 상권 안의 하이퍼마켓이나 백화점은 그 분류의 취급을 축소 혹은 철퇴에 몰리는 것에서 이렇게 불리고 있다. 근래에는 '파워 센터'라고 불리는, 타업종의 복수의 카테고리 킬러로 구성된 쇼핑센터도 증가하고 있다.

## 카테고리 킬러의 대표예

### 가전
- 요도바시 카메라
- 빅 카메라
- 야마다 전기
- 케이즈덴키
- 죠신 전기
- 코지마

### 의료품
- 파스트리테이링
- 마루카와

### 의약품
- 마쓰모토기요시

### 가구
- 니트리
- 오오츠카 가구

### 완구
- 토이저러스